# Nové Sady (Písečné)
Nové Sady (německy Neudorf, Neustift) jsou vesnice, část obce Písečné v okrese Jindřichův Hradec v Jihočeském kraji. Leží jeden kilometr severovýchodně od Písečného v nadmořské výšce 472 metrů. Situována je východně nad údolím Moravské Dyje. Malá obec dříve s německým obyvatelstvem, po roce 1918 s českou menšinou, po roce 1945 české obyvatelstvo. V roce 1843 žilo v obci podle Vlastivědy moravské (vydání 2005) 139 obyvatel ve 28 domech a 35 domácnostech.

## Historie
První písemná zmínka o vesnici pochází z roku 1353, kdy ještě byla nazývána Nová Ves. Až do roku 1849 byly Nové Sady spojeny s panstvím Písečné. Před třicetiletou válkou bylo ve vsi 19 usedlostí. Desátky se odváděly faře v místě a panství Písečné. Na týdenní pondělní trhy se jezdilo do Slavonic. Pálenka, která se pálila v místní palírně šla na odbyt převážně do Rakous. Elektrifikována byla ves až v roce 1946 připojením na síť ZME Brno.

## Přírodní poměry
Do nejzápadnějšího cípu katastrálního území Nové Sady u Písečného zasahuje část přírodní památky Moravská Dyje.

## Obyvatelstvo
| Rok            | 1869 | 1880 | 1890 | 1900 | 1910 | 1921 | 1930 | 1950 | 1961 | 1970 | 1980 | 1991 | 2001 | 2011 | 2021 |
| -------------- | ---- | ---- | ---- | ---- | ---- | ---- | ---- | ---- | ---- | ---- | ---- | ---- | ---- | ---- | ---- |
| Počet obyvatel | 158  | 141  | 144  | 129  | 153  | 171  | 148  | 128  | 123  | 71   | 53   | 38   | 28   | 27   | 24   |
| Počet domů     | 28   | 28   | 28   | 28   | 29   | 30   | 32   | 30   | 20   | 20   | 17   | 26   | 27   | 28   | 28   |

## Obecní správa
Při sčítání lidu v letech 1850–1960 Nové Sady byly samostatnou obcí, se kterým patřily nejprve do okresu Dačice, ale v roce 1900 v okrese Moravské Budějovice a v letech 1910–1950 opět v okrese Dačice. Od roku 1960 jsou částí obce Písečné v okrese Jindřichův Hradec.

## Škola
Škola v Nových Sadech byla již v roce 1673, kdy se připomíná v pramenech, že místní učitel byl i varhaníkem. v roce 1702 byla původní dřevěná budova školy zničena při bouři. Až do vybudování nové školní budovy v roce 1803 se vyučovalo po domech. Když byla v roce 1902 v Písečném postavena nová školní budova, byla místní škola zredukována na dvoutřídní. V této škole se samozřejmě vyučovalo německy, neboť obyvatelstvo bylo v té době veskrze německé. Přiškoleny sem byly obce Nové Hobzí, Markéta, Modletice a Chvalkovice.
Po vzniku republiky byla v roce 1919 zřízena česká menšinová škola, která byla umístěna do budovy německé školy v Nových Sadech. Německá škola byla přemístěna do Písečného do budovy tamní německé školy. Po okupaci v roce 1938 zde skončila česká škola svoji činnost, neboť čeští obyvatelé byli z pohraničí okupanty vyhnáni. Po osvobození v roce 1945 bylo obnoveno ve škole v Písečném vyučování samozřejmě již pouze v českém jazyce a děti z Nových Sadů chodily do školy v Písečné až do roku 1980, kdy byla škola v Písečném zrušena a žactvo bylo převedeno do školy ve Slavonicích.

## Pamětihodnosti
- Uprostřed hřbitova stojí kostel svatého Oldřicha. Je to původně románská stavba, přestavěná goticky.
- Polygonální věžovitá stavba renesanční zvonice z doby kolem roku 1600 na hřbitově
- Empírová hrobka rodu Collaltů z roku 1824
- Klasicistní budova fary z poloviny 19. století
- Na návsi stojí socha svatého Jana Nepomuckého z roku 1737

## Fotogalerie

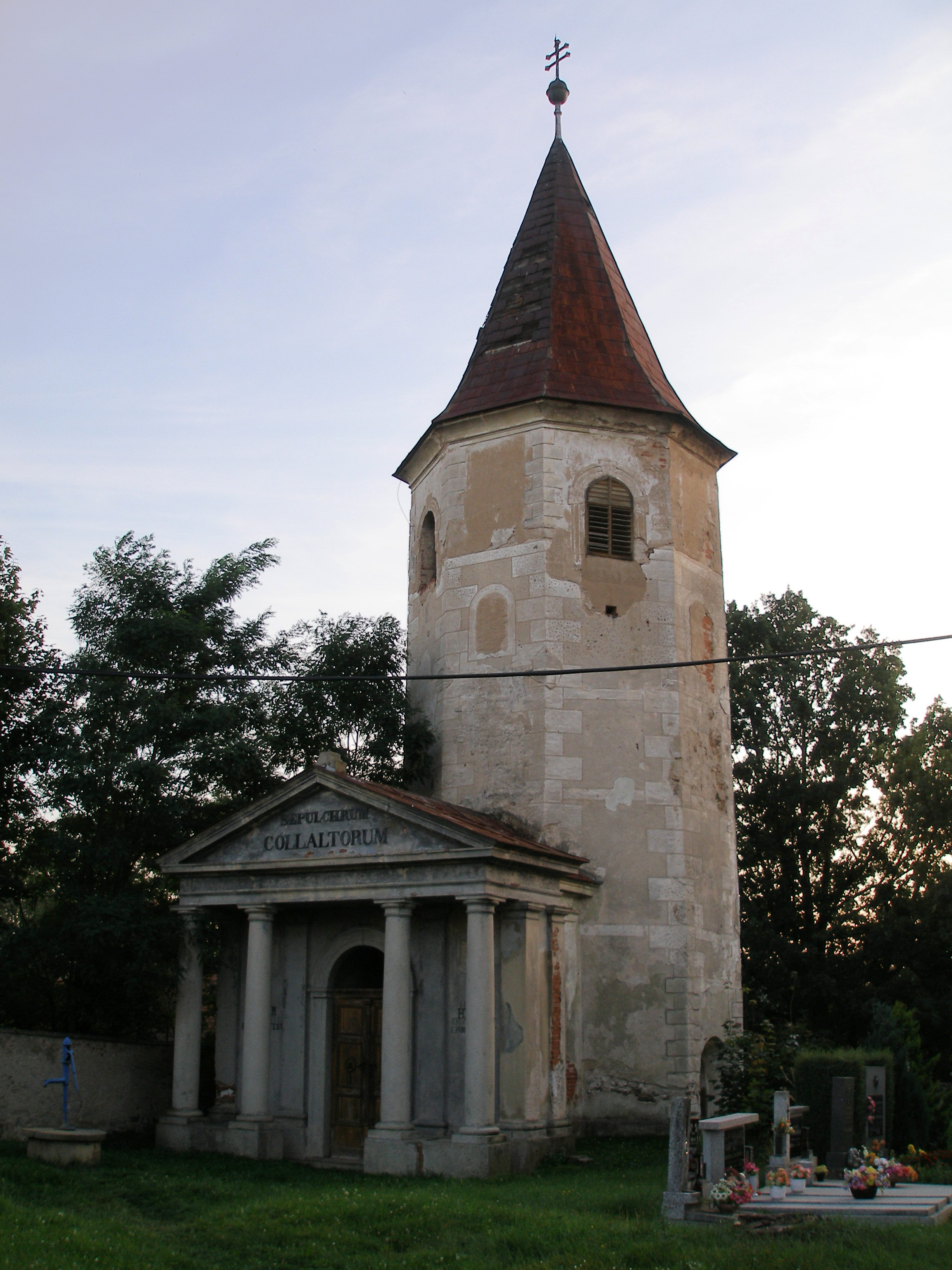
Empírová hrobka rodu Collaltů se zvonicí
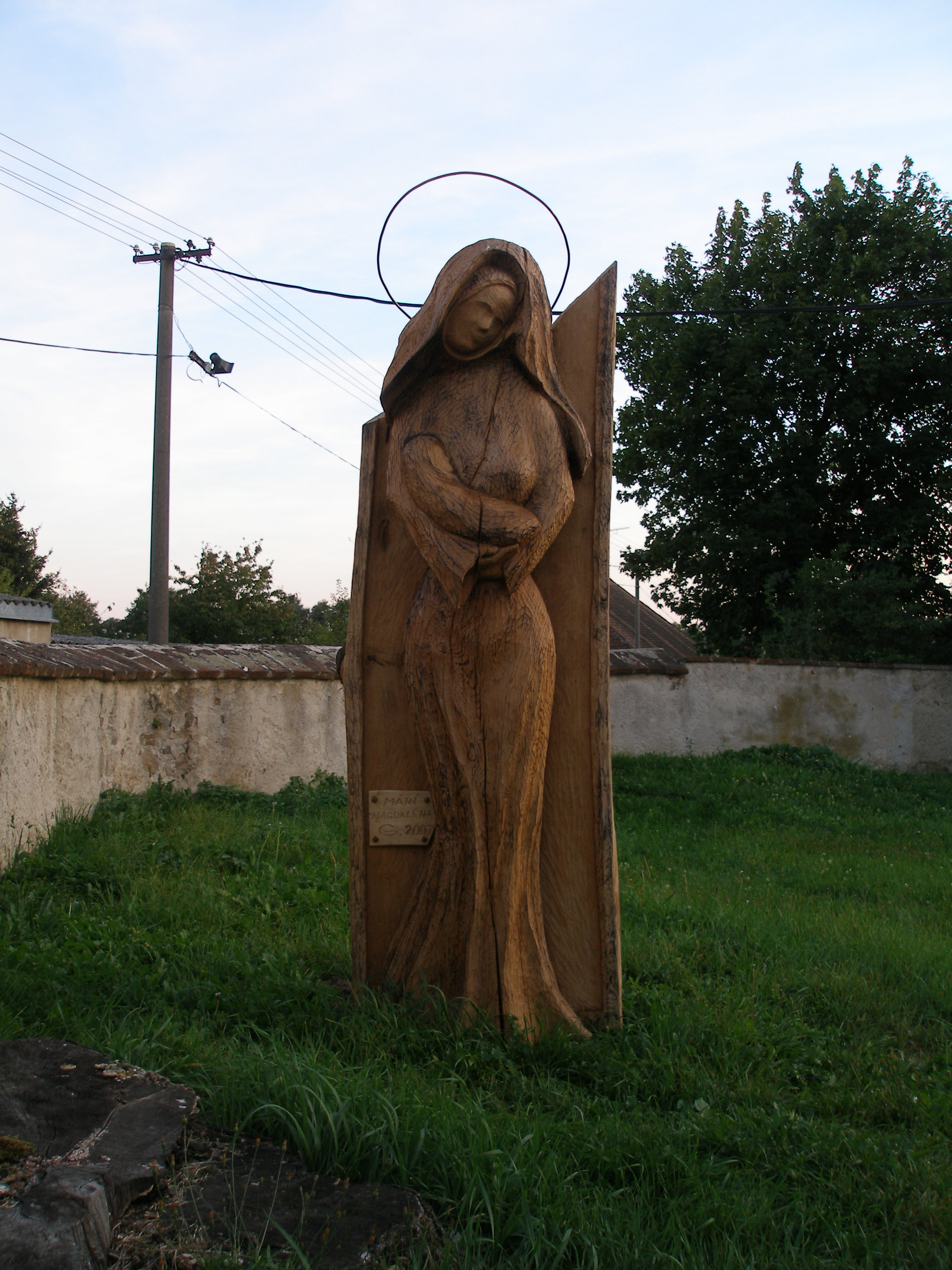
sv. Máří Magdalena na hřbitově v Nových Sadech
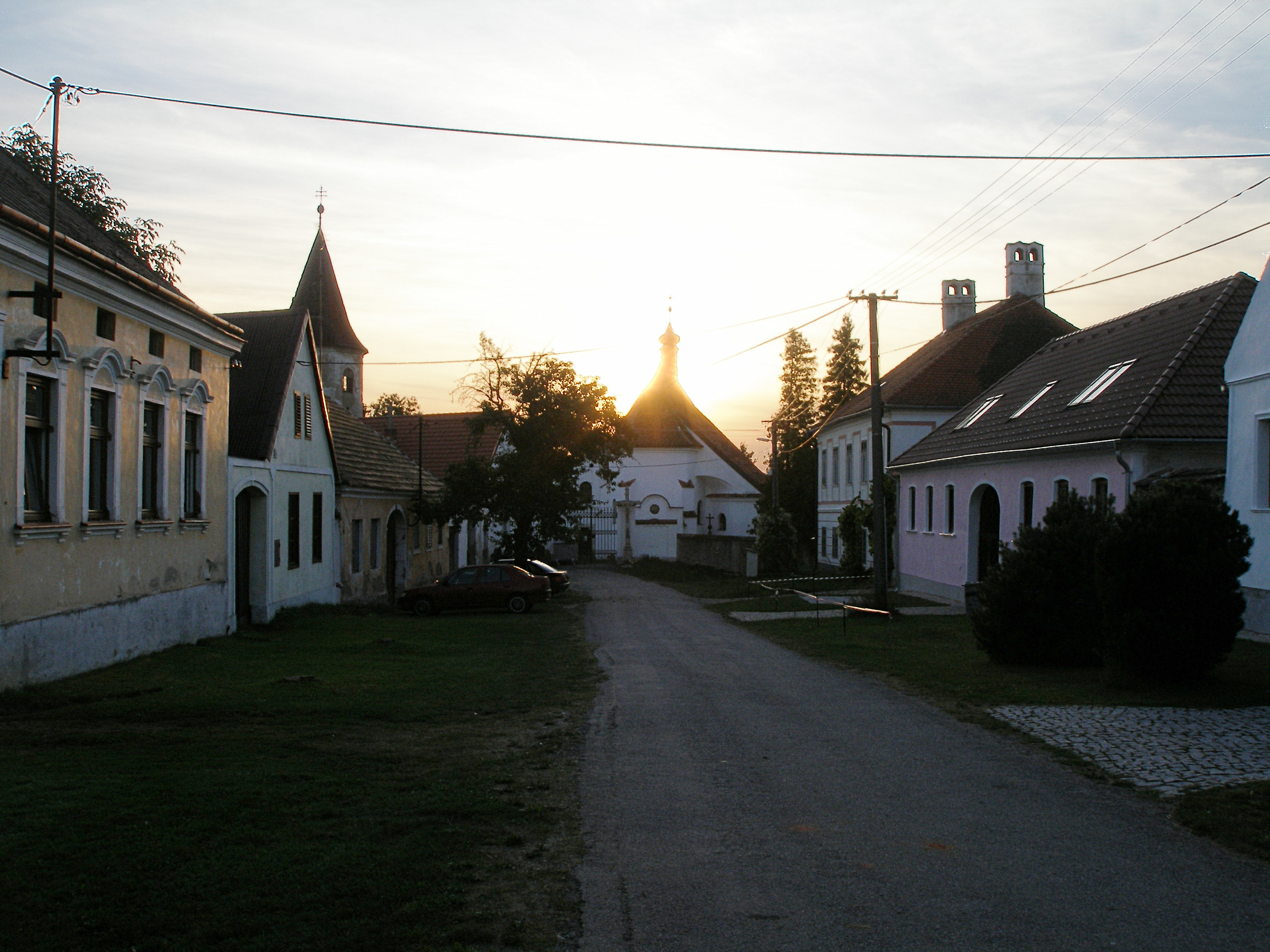
Náves v Nových Sadech
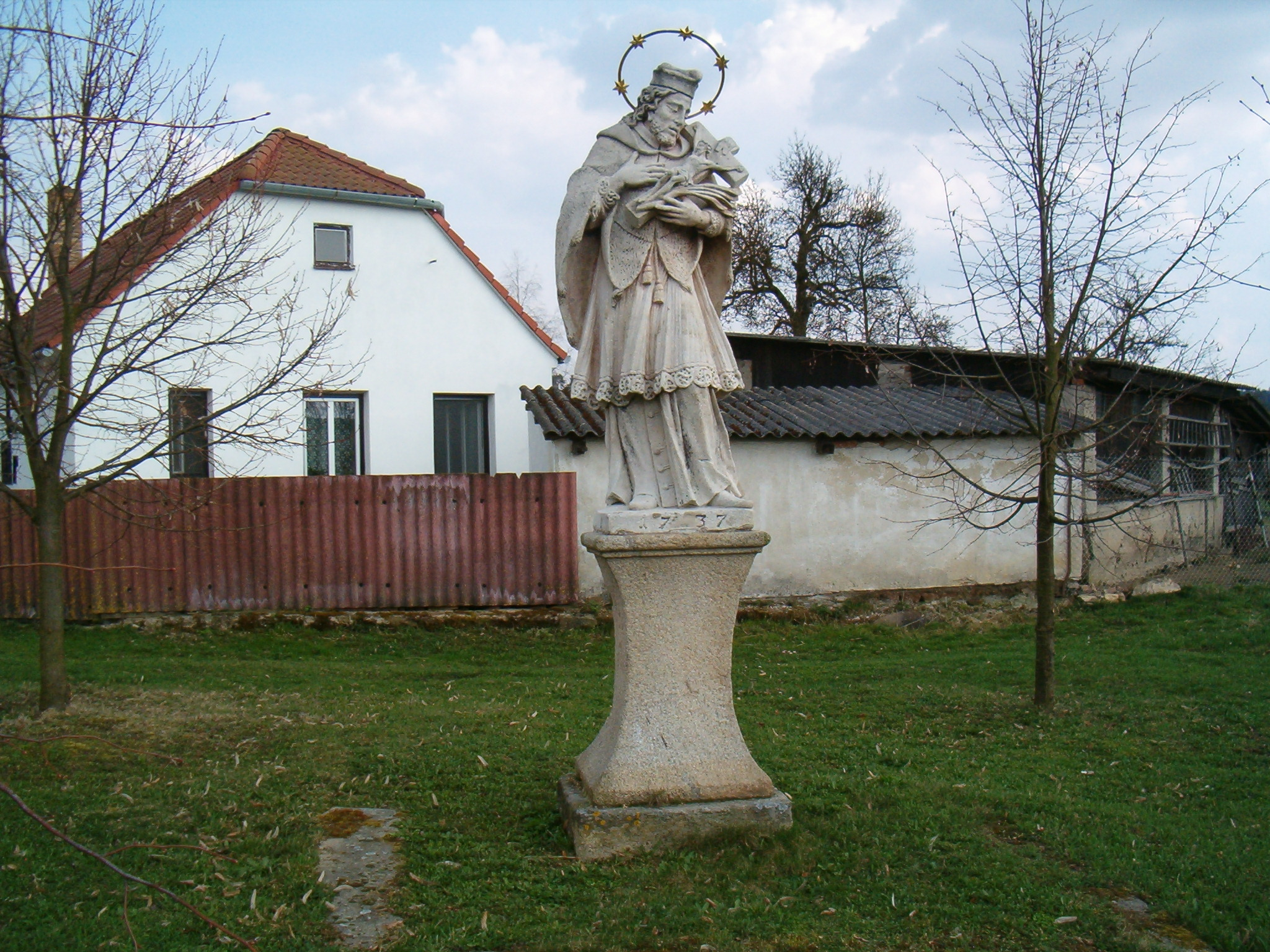
Socha svatého Jana Nepomuckého
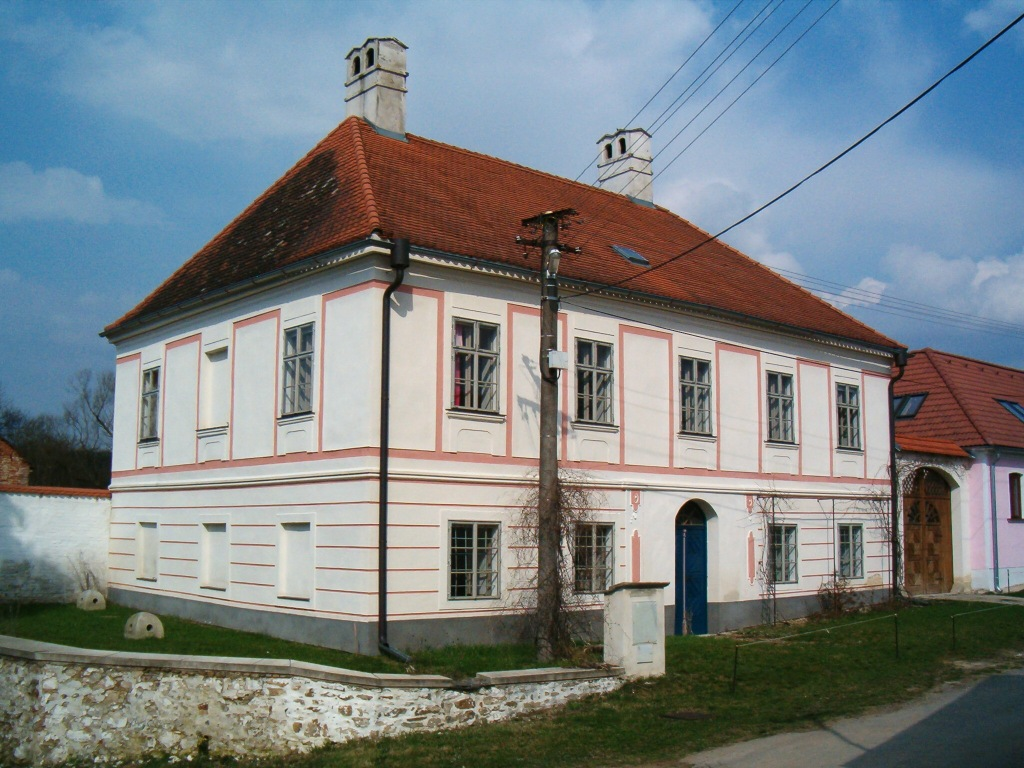
Budova bývalé fary